# Espuma lunar
La espuma lunar es un material espumoso compuesto de goma EVA y caucho de nitrilo, desarrollado por la NASA y perfeccionado y aplicado por la compañía de ropa y calzado deportivo Nike en sus gamas de zapatillas deportivas con el distintivo “Lunar”.

## Orígenes
En su constante búsqueda de la innovación en el mundo del deporte, y más concretamente del atletismo, los ingenieros y diseñadores de Nike se dirigieron al sector de búsqueda de nuevos materiales de la NASA, donde llevaban desarrollando durante más de 30 años un nuevo material al que denominaban como “espuma lunar”, destinado a componer los asientos de los astronautas en las misiones espaciales. Se trataba de un material espumoso extremadamente ligero, suave y de muy buena elasticidad, por lo que adoptó su nombre debido a la sensación que transmitía similar a la de caminar en la luna. 

## Material y Tecnología
La espuma lunar se compone de etilvinacetato, o goma EVA (polímero termoplástico compuesto por unidades repetitivas de etileno y acetato de vinilo), que aporta un 30% más de ligereza frente a la utilizada para las suelas de las zapatillas de correr del momento (hechas de la combinación de EVA comprimida y moldeada y phylon), y de caucho de nitrilo (NBR) (caucho sintético compuesto de copolímero de acrilonitrilo y butadieno), que aporta impulso al corredor por su efecto rebote (springback). Pero le faltaba un largo proceso de perfeccionamiento ya que, aparte de ser muy caro y difícil de fabricar, tendía a encoger y se degradaba con el aire y el agua, por lo que tenía que ser insertado dentro de otro material.
3 años de investigación en el grupo Advanced Materials Research de Nike de la mano de Kevin Hoeffer y junto a la industria aeroespacial, de congelación de la espuma, ajustes de la fórmula de ésta, y la aplicación del Phylon como material de contención, dieron como resultado la suela Lunarlon, en forma de gofre (que ofrece un efecto pistón) y con talón en forma acordeónica, que fue aplicada al primer modelo Lunar para largas distancias de running, LunaRacer Apolo, lanzado en 2008 con motivo de los Juegos Olímpicos de Pekín.
Este nuevo avance de Nike, supuso una tremenda revolución en el mundo del atletismo, ya que esta tecnología no solo ofrecía mucha más ligereza en los pies del corredor, sino que repartía mejor el peso del cuerpo, distribuyendo la presión del pie por toda su planta, y ya no proporcionaba una pisada neutra al pie, de hecho devolvía al corredor parte de la fuerza que éste ejercía sobre ella. Los propios corredores aseguraban sentirse menos cansados tras una sesión con estas nuevas zapatillas. Intensivos estudios en los Nike Headquarters de Beaverton, demostraron la veracidad de todos estos avances mencionados anteriormente.

## Actualidad
Tal tecnología, conocida como Lunarlon, otorgó a los nuevos modelos de Nike mucha popularidad, por lo que se han seguido perfeccionando hasta día de hoy en búsqueda de la combinación perfecta entre ligereza y estabilidad, incluso combinándolo con otras tecnologías de la compañía como Flywire, o implantando una entresuela de phylon, creando el Lunarlite.
Nike clasificó las suelas Lunarlon en distintos tipos según el grado de estabilidad que aportan al atleta (de menor a mayor): LunarRacer, LunarFly, LunarElite, LunarGlide y LunarEclipse.

## Aplicaciones
A día de hoy, Nike aplica esta revolucionaria tecnología en las siguientes disciplinas:
-Running: pionera en introducir suelas Lunarlon. Su gama de productos es muy extensa y variada. Buscan la máxima ligereza y estabilidad para el corredor.
-Training: destinadas para ser utilizadas en actividades físicas estándar, gimnasios, etc. Su gran aceptación estética ha hecho que también sean utilizadas como calzado de calle. Buscan la máxima ligereza y estabilidad.
-Basketball: introducidas por primera vez en este sector con las Nike Basketball Zoom Kobe IV en la temporada 2008/2009. Actualmente se extiende a todos los modelos de alta gama como las series Hyperdunk. Esta disciplina encuentra en la suela Lunarlon la amortiguación perfecta para el rendimiento requerido en las canchas de baloncesto.
-Skateboarding: última disciplina en la que se ha aplicado la tecnología derivada de la espuma lunar, con modelos como los de las series P-Rod, Project BA, u One Shot. El lema de estas series de Nike SB “Impact Ready” nos indica la finalidad de esta adaptación de la tecnología Lunarlon, que no es otra que la de aportar la máxima amortiguación posible en un deporte tan exigente en este sentido como lo es el skateboarding.